# Episodi di Being Human (serie televisiva 2009) (terza stagione)
La terza stagione di Being Human è andata in onda nel Regno Unito sul canale BBC Three dal 23 gennaio al 13 marzo 2011.
In Italia è stata trasmessa dal 31 maggio al 21 giugno 2011 sul canale pay Steel, della piattaforma Mediaset Premium; in chiaro è stata trasmessa dal 25 gennaio al 5 febbraio 2013 su Rai 4.
A partire da questa stagione gli episodi sono stati trasmessi con un titolo, assente in quelli delle prime due stagioni.
| nº | Titolo originale        | Titolo italiano               | Prima TV Regno Unito | Prima TV Italia |
| -- | ----------------------- | ----------------------------- | -------------------- | --------------- |
| 1  | Lia                     | Lia                           | 23 gennaio 2011      | 31 maggio 2011  |
| 2  | Adam's Family           | La famiglia di Adam           | 30 gennaio 2011      | 31 maggio 2011  |
| 3  | Type 4                  | Un nuovo arrivo               | 6 febbraio 2011      | 7 giugno 2011   |
| 4  | The Pack                | Il branco                     | 13 febbraio 2011     | 7 giugno 2011   |
| 5  | The Longest Day         | Il giorno più lungo           | 20 febbraio 2011     | 14 giugno 2011  |
| 6  | Daddy Ghoul             | Il ritorno a casa             | 27 febbraio 2011     | 14 giugno 2011  |
| 7  | Though the Heavens Fall | Giustizia ad ogni costo       | 6 marzo 2011         | 21 giugno 2011  |
| 8  | The Wolf-Shaped Bullet  | Il proiettile a forma di lupo | 13 marzo 2011        | 21 giugno 2011  |

## Lia
- Titolo originale: Lia
- Diretto da: Colin Teague
- Scritto da: Toby Whithouse

### Trama
Dopo la scomparsa di Annie, George, Nina e Mitchell si trasferiscono in una nuova casa ma il vampiro non riesce a darsi pace tanto da pianificare un modo per portarla indietro: grazie all'aiuto di Nina, trova un uomo in fin di vita e, una volta morto, lo segue attraverso la sua porta per arrivare in Purgatorio. Qui, trova ad attenderlo la sua guida, Lia. La ragazza, dopo un inizio un po' strano, conduce Mitchell attraverso alcune porte dove il vampiro si trova di fronte a scene lui familiari: Arthur, la sua prima uccisione; Sally, un'altra sua vittima e, ogni volta, in ogni stanza, c'è Annie e la sua disperazione a seguirlo.
Intanto, sulla terra, in un bar, padre e figlio organizzano la loro serata quando, una volta separati, il padre viene rapito da un gruppo di vampiri.
Nel mentre, George e Nina si organizzano per l'imminente serata e, non potendo stare insieme, George lascia il seminterrato di casa a Nina per poi recarsi nel bosco. Qui, George incontra un ragazzo, anch'egli licantropo, che si sta preparando per la trasformazione. George prova così ad avvicinarlo ma, inseguendolo, si ritrova in uno strano posto di scambisti dove viene arrestato. In cella, urlando alle guardie di essere malato, la trasformazione sta per avvenire quando, prontamente, arriva Nina che, mettendo a rischio anche sé stessa, riesce a portarlo fuori. I due, straziati dai dolori, si rifugiano in un casale abbandonato dove sono costretti a trasformarsi nella stessa stanza.
In contemporanea, anche l'uomo rapito il pomeriggio si sta trasformando: è anch'egli un licantropo e, rinchiuso in una gabbia con un umano, è costretto ad ucciderlo, sotto gli occhi compiaciuti dei vampiri.
In purgatorio, Mitchell arriva di fronte l'ultima porta: quella del treno. Entrato, riconosce finalmente Lia: è una delle sue venti vittime che lo mette di fronte alle conseguenze del suo comportamento. Straziato dal dolore, Mitchell chiede perdono e, pur essendo inutile, Lia acconsente di farlo andare via con Annie. Prima di lasciarlo andare però, la ragazza lascia Mitchell con una profezia: verrà ucciso da un licantropo. Pur colpito dalla notizia, Mitchell ritrova la felicità abbracciando Annie e tornando indietro con lei, capendo che forse tra i due c'è qualcosa di più di una semplice amicizia. 
Tornati a casa, Annie si accorge della loro nuova residenza a Barry Island (Galles) e, pur non amando il posto, è comunque felice di essere tornata. In casa, George e Nina dopo essersi svegliati incolumi dopo la trasformazione aspettano impazienti il ritorno dell'amico: Mitchell entra solo in casa, lasciando George in lacrime che, solo dopo aver visto l'amica si trasformano in lacrime di gioia. Riuniti tutti e quattro, possono finalmente gioire insieme della loro nuova casa e delle future vicende che li aspettano.
Nel covo dei vampiri intanto, anche il licantropo si è nuovamente trasformato in umano e informa il vampiro che lo sta deridendo di chiamarsi McNair. In quel momento, entra nella stanza suo figlio, Tom, che lo uccide. Tom dopo aver liberato il padre lo informa di aver visto un altro licantropo e l'uomo, appresa la notizia, si incammina con il figlio per uccidere gli altri vampiri.

## La famiglia di Adam
- Titolo originale: Adam's Family
- Diretto da: Colin Teague
- Scritto da: Brian Dooley

### Trama
Swansea, 1985: Adam è in casa con i suoi genitori pronto per un nuovo trasloco quando, affamato, si nutre del padre.
In casa, dopo essersi riuniti, le cose sembrano essere tornate regolari e Mitchell, consigliato dal suo angelo custode Annie, si reca al suo colloquio di lavoro per diventare inserviente nell'ospedale dove lavorano già Nina e George. Il colloquio però, condizionato dalla presenza di Annie, non va per la meglio e Mitchell non riesce ad ottenere il lavoro. Deluso, esce dall'ospedale dove ad aspettarlo c'è Richard Henris, un anziano, che gli dà dei soldi e gli consiglia di andare in Sud America per lasciarsi il passato, e la vicenda del treno, alle spalle.
In ospedale intanto, Nina e George inseguono Adam, il ragazzo di Swansea, scoperto a nutrirsi del suo stesso padre. Non sapendo cosa fare, George porta il ragazzo a casa loro dove, insieme ad Annie, pensa che forse Mitchell possa aiutarlo a diventare come lui. Rientrato a casa però, il vampiro non è molto felice del nuovo arrivo e, dopo aver capito la situazione, consiglia il ragazzo a Richard. Così, Nina e George accompagnano il ragazzo a casa del vampiro dove viene ben accolto sia da lui che da sua moglie, Emma. Appena entrati, i due vengono trattati con sufficienza dai vampiri e subito, si rendono conto che in casa c'è un'aria strana: chiedendo spiegazioni sul modo di nutrirsi, George e Nina vengono portati nelle cantine dove c'è un uomo: numero sette. Sette, così si chiama ormai, ha deciso di donarsi volontariamente ai vampiri per vivere a pieno la sua vita. Pur sconvolti, lasciano Adam lì per poi andarsene.
A casa, Annie cerca di rimediare a quanto fatto e crea un nuovo curriculum a Mitchell che gli fa ottenere il lavoro. Il vampiro però, ancora turbato per le uccisioni sul treno, è molto tentato a partire e prova a fare un discorso all'amica la quale però gli confessa di non poter stare senza di lui e senza George e Nina.
Adam intanto è alla sua festa per l'iniziazione quando irrompono in casa Nina e George e, dopo un discorso di Richard, il ragazzo decide di tornare a casa con gli amici licantropi, ora in guerra con quei vampiri. Tornati tutti a casa, Mitchell, capendo di non poter lasciare la sua vita e i suoi amici, dà dei soldi ad Adam e gli dà dei consigli su come poter resistere al sangue e su come poter rimanere umano. Così, portato al treno, il ragazzo ricordando i consigli dell'amico, evita le tentazioni e se ne va, sotto gli occhi fieri di Nina e George.
In obitorio, tutto sembra tranquillo quando improvvisamente, una mano insanguinata batte sulla porta.

## Un nuovo arrivo
- Titolo originale: Type 4
- Diretto da: Philip John
- Scritto da: Jamie Mathieson

### Trama
Mentre Annie sta passeggiando tranquillamente per le vie della città, a casa Mitchell confessa a George di aver capito che l'amica ha una cotta per lui, cosa che non sorprende George. Mentre i due stanno discutendo sul possibile futuro, torna in casa molto spaventata Annie che, farfugliando qualcosa, urla agli amici che una morta l'ha seguita. Proprio in quel momento alla porta comincia a bussare una ragazza e, con notevole spavento dei presenti in casa, si rendono conto che fuori c'è una morta ancora nel suo corpo. Dopo qualche urlo, Annie invita la ragazza ad entrare e a parlare con loro. Sasha racconta ai ragazzi della vicenda in ospedale e di come i dottori la dessero per morta. Capendo che la ragazza non sa di essere morta, George e Nina invitano Mitchell e Annie a riportarla in ospedale ma i due decidono di andare da soli. Entrati nell'obitorio, i due scoprono che oltre a Sasha c'erano altri quattro corpi su cui stavano facendo esperimenti e, guardando la data, i due si rendono conto che il giorno della morte di Sasha corrisponde al giorno in cui Mitchell andò a riprendere Annie. Spaventata, la ragazza sparisce lasciando solo Mitchell.
A casa intanto, Sasha si è addormentata e, risalito in camera, George scopre che Nina è incinta ma la donna, presa di sorpresa, confessa a George di non volere quel bambino, aprendosi definitivamente a lui e svelandogli dei segreti riguardo al suo passato.
Mitchell intanto, turbato ancora da quanto visto in obitorio, fuori dall'ospedale trova un altro vampiro, Graham, ad aspettarlo. L'uomo sembra essere un gran fan di Mitchell tanto da emularlo ma, impegnato con altro, Mitchell lo saluta lasciandolo con la promessa di rivedersi. L'indomani, Mitchell ed Annie raccontano dell'accaduto a George e Nina e di come la sorte di Sasha dipenda da loro. Mentre Annie rimane con Sasha la quale vuole andare a trovare il suo ragazzo, non ottenendo però il risultato sperato, Mitchell torna al lavoro dove incontra nuovamente Graham, ora inserviente come lui. Turbato dalla cosa, Mitchell prova ad ignorarlo fino a quando, rincasando, trova l'uomo anche lì. Dopo una brutta discussione tra i due, Graham sembra aver capito e se ne va lasciando Mitchell e George soli, mentre le ragazze, Sasha compresa, escono per andare a divertirsi. Mentre sono in discoteca però, Sasha comincia a crollare: le sue ossa non reggono più e, in preda al panico, Nina e Annie corrono a casa dove anche Sasha capisce che il suo tempo è quasi scaduto. L'indomani, mentre Nina ed Annie rimangono insieme a Sasha, Mitchell va al lavoro dove scopre che Graham sta progettando una strage su un treno. Arrivato in tempo per fermarlo, Mitchell si trova costretto ad uccidere il vampiro.
A casa intanto, Sasha è morta ed è riuscita ad oltrepassare la porta lasciando dei validi consigli alle amiche: Nina decide di tenere il bambino, facendo di George la persona più felice del mondo.
Annie, cogliendo al balzo la situazione, riesce a confessare a Mitchell i suoi sentimenti, finendo per baciarsi. Mentre i due finalmente riescono ad esprimere quanto provano l'uno per l'altra però, dalla borsa di Mitchell spunta l'agenda che Graham teneva riguardo a tutti gli omicidi dell'uomo.

## Il branco
- Titolo originale: The Pack
- Diretto da: Colin Teague
- Scritto da: John Jackson

### Trama
Mentre Mitchell e Annie mandano avanti segretamente la loro storia, George e Nina vanno alla ricerca di Tom, il licantropo che George aveva visto il mese primo per cercare aiuto e spiegazioni riguardo al loro futuro bambino. I due però, invece di trovare il ragazzo, trovano il padre, McNair il quale non li accoglie benevolmente e li caccia, pur prendendo i loro contatti. La sera, mentre Mitchell trova uno strano messaggio in soffitta e, preso dal panico affronta duramente un discorso con Annie, Tom entra in casa per lasciare a Nina una statuetta della protezione ma, uscendo, il ragazzo si scontra duramente con Mitchell il quale viene fermato solo da McNair. Tra le urla, Nina e George riescono a placare gli animi e a spiegare il perché della presenza degli altri licantropi, confidando agli amici della gravidanza, rendendoli euforici. L'indomani, trovando ancora in casa i due licantropi, Mitchell decide di indagare su di loro e, recandosi nel loro camper, trova vari articoli di giornale e armi contro i vampiri, tra cui il paletto con la testa di lupo. Tornato a casa, Mitchell ha un duro scontro con McNair che, dopo averlo minacciato, se ne va.
In ospedale intanto, Nina cura Tom cercando di capire meglio come il ragazzo sia sopravvissuto e, il ragazzo, le accenna l'idea che gli ha messo in testa il padre di un branco con il quale unirsi. Non convinta della versione del ragazzo, Nina gli fa delle analisi per sincerarsi della sua condizione.
Intanto Mitchell, sempre più infuriato con il licantropo, decide di andare da Richard per consegnargli solo McNair, mettendo però al sicuro Tom, George e Nina. Sistemata questa cosa, Mitchell esce con Annie la quale, visti i problemi in campo sessuale tra i due, decide di far provare Mitchell ad avere un rapporto con un'altra per cercare di fargli sentire la sua presenza. Anche se non molto d'accordo, Mitchell acconsente ma, mentre stanno per fare l'amore, esce la sua natura vampiresca, bloccando tutto.
Nell'altra stanza intanto, dissentendo sulla relazione, ormai scoperta, degli amici, George e Nina pensano ancora al loro futuro bambino, trovando una speranza in Tom.
L'indomani, Tom torna in ospedale per i risultati delle analisi ma, mentre Nina gli sta parlando, il ragazzo le confessa il suo amore, mentre entra nella stanza anche Geroge. Nina, un po' scossa dall'atteggiamento del ragazzo, gli confessa l'esito delle analisi e lo mette al corrente di tutte le bugie che il padre gli ha raccontato: lui non è nato licantropo, bensì fu lui a trasformarlo e, altresì, fu lui ad uccidere sua madre, e non i vampiri. Su tutte le furie, Tom attacca suo padre che non può che confessare e, cacciato dal figlio, se ne va. George e Nina, per non lasciarlo solo, seguono Tom che torna al suo camper. Qui, mentre i tre pianificano la serata per la trasformazione, vengono attaccati da un gruppo di vampiri.
A casa, mentre Annie e Mitchell cercano di aprirsi l'un l'altra, il vampiro capisce che quanto ha fatto contro McNair è sbagliato e chiama Richard, il quale però, lo informa che sono già al completo. In quel momento, entra in casa McNair il quale, dopo aver attaccato Mitchell, capisce che lui non c'entra e, insieme, pianificano come salvare gli amici. Giunti sul posto dell'incontro, McNair, Mitchell e Annie combattono contro i vampiri e contro il tempo, riuscendo a salvare gli amici e ad uccidere Richard e tutti gli altri vampiri, per poi rifugiarsi nella gabbia al sicuro contro i licantropi.
L'indomani, Mitchell è ancora scosso da quanto accaduto e McNair decide di andarsene, seguito da suo figlio. Prima di andarsene però, McNair informa Mitchell che, prima o poi, qualcuno lo ucciderà, dandogli quello che merita.
In un ospedale psichiatrico, una donna sta spingendo la sedia a rotelle di un paziente tenuto fermo da una camicia di forza, mentre farfuglia qualcosa: è William Herrick.

## Il giorno più lungo
- Titolo originale: The Longest Day
- Diretto da: Philip John
- Scritto da: Sarah Phelps

### Trama
George è al lavoro di turno al reparto psichiatrico quando, impietrito, vede di fronte a lui un nuovo arrivato: William Herrick. Impaurito, chiama Nina che, felice per non aver perso il bambino, sentendo George così preoccupato corre da lui e per evitare che la polizia prenda Herrick in custodia, decide di portarlo con sé spacciandolo per su zio Billy. Arrivati a casa, George, Nina ed Annie devono mettere al corrente di quanto accaduto anche Mitchell il quale però, trovando Herrick nel suo salotto prova ad ucciderlo, venendo però fermato dal campanello. Portato via, entra in casa Wendy, l'assistente sociale, che deve assicurarsi che sia tutto in regola. Le cose, pur complicate, sembrano andare per il meglio fino a quando Kara non suona alla porta della strana famiglia. Un ulteriore problema si pone di fronte a Michell il quale, dopo aver scoperto che fu proprio Kara a far tornare in vita Herrick, deve cercare di mantenere l'apparente normalità e, insieme a Nina, convincere Wendy che tutto vada bene. Mentre i due parlano con la donna, George parla con Herrick scoprendo che l'uomo al momento non ricorda veramente niente del suo passato, e decidendo così di dare un ultimatum a Mitchell: uccidere Herrick e perdere la sua amicizia o mantenere in vita l'uomo e permettere alla loro amicizia di continuare. In preda alla disperazione, Mitchell confortato da Annie, alla quale chiede scusa per quanto le ha detto in un momento di ira, decide di scegliere l'amico di sempre e lasciare che Herrick viva. Intanto, Kara ha scoperto che Herrick si trova in casa ma, corsa da lui, scopre che l'uomo non si ricorda di lei e, sotto i suoi insulti, decide di uccidersi proprio di fronte ai suoi occhi. In quel momento, entra nella stanza Wendy, che finalmente conosce lo zio Billy. Convinta che tutto sia normale, Wendy completa il suo lavoro compilando la scheda del paziente: mentre cerca nel computer però, la scheda di Billy non esce, e solo grazie ad una furba strategia di Nina l'assistente sociale decide di passare sopra la situazione e chiudere il caso.
Mentre Mitchell si congratula per il lavoro fatto con Wendy, Nina minaccia l'amico, facendogli finalmente capire che sarà lei, e il suo bambino, il licantropo della profezia che lo ucciderà.
Mentre Annie è preoccupata per la presenza di Herrick, il quale la spaventa per il suo strano comportamento, Nina si fida ciecamente di lui tanto da dubitare di Mitchell dopo che l'uomo le mostra il diario che Mitchell aveva tenuto accuratamente nascosto. Dopo un momento di forte nausea, Nina decide di uscire per chiamare la polizia e informare chi di dovere che Mitchell sa qualcosa riguardo al massacro del tunnel.
In quel momento, Mitchell è a parlare con Herrick per informarlo che gli farà confessare tutto quanto sa riguardo alla sua resurrezione, perché non vuole morire e lasciare i suoi amici e la sua nuova vita.

## Il ritorno a casa
- Titolo originale: Daddy Ghoul
- Diretto da: Philip John
- Scritto da: Lisa McGee

### Trama
Parigi, 1933: un giovane Mitchell è con Herrick il quale, mentre si sta nutrendo, gli confessa che tutti segreti di un vampiro devono essere tramandati ad un erede il quale, un indomani, potrà usarli e, addirittura, far resuscitare il maestro dopo un'eventuale morte.
Nel presente, Mitchell sta leggendo il giornale riguardo alle ricerche sulla strage del tunnel quando Annie, entrata di soppiatto in camera sua, legge un necrologio: andando da George, informano l'amico della morte del padre. Così, dispiaciuto per l'accaduto, George decide di andare al funerale dove, nascosto dietro ad un albero, trova lo spirito del padre il quale, vedendolo, gli confessa di sapere cosa il figlio sia e, finalmente, possono passare del tempo insieme. Mentre l'uomo gli racconta gli ultimi tre anni di vita, la separazione con la moglie, George cerca di capire cosa ancora trattenga lì il padre, stilando una lista da portare a termine.
A casa intanto, Mitchell prova a far nutrire Herrick con il suo sangue il quale però, non è abbastanza per farlo rinascere vampiro e, mentre l'uomo è straziato dai dolori, Mitchell deve affrontare un altro problema: Nancy, una poliziotta che ha ricevuto una soffiata su Mitchell e il massacro del tunnel. Dopo averle detto che lui non sa niente, la donna se ne va, lasciando Mitchell in tensione ed Annie preoccupata.
Sapendo di essere lei la colpevole, Nina decide di uscire ed andare da George il quale, spinto dal padre, va a trovare sua madre, raccontandole una bugia riguardo alla sua scomparsa in questi anni. Non essendo riuscito a riappacificarsi con la madre, George e Nina tornano dal padre, scoprendo che, in realtà, la sua morte è una farsa: l'uomo infatti, ha messo in scena il tutto per poter fuggire da quella vita che, ormai, gli aveva tolto tutto. Colpito dalla situazione, George e Nina convincono il padre a tornare dalla madre dove, dopo un'iniziale lite, i due riescono a riappacificarsi e a tornare insieme. Preso coraggio, George confessa ai genitori la sua reale condizione capendo però, che i due non riusciranno a capirlo realmente.
A casa intanto, spinto da Annie, Mitchell le confessa di sapere chi è stato ad uccidere tutte quelle persone, facendole il nome di Daisy. Spinta dalla voglia di far giustizia, Annie segue Nancy scoprendo che, tra le vittime, c'è Lia, la ragazza incontrata in Purgatorio. Dopo aver lasciato un biglietto a Nancy, Anni segue l'ulteriore interrogatorio di Mitchell durante il quale il ragazzo fa il nome della vampira non dicendole però, la totale verità. Andando in bagno, Nancy incontra Herrick il quale, dopo averla istigata ad un ulteriore interrogatorio, le mostra l'album di Mitchell. Preso con sé, la ragazza se ne sta andando quando però, bloccata da Mitchell, è costretta a riconsegnargli l'album, pensando però di aver scoperto tutto riguardo agli omicidi. Messo alle strette, Mitchell è costretto a bruciare l'album, per eliminare qualsiasi tipo di prova.

## Giustizia ad ogni costo
- Titolo originale: Though the Heavens Fall
- Diretto da: Toby Whithouse
- Scritto da: Daniel O'Hara

### Trama
20 anni fa: Herrick si trova in una gabbia con McNair, sopravvissuto alla notte, ma con una ferita sul viso.
Nel presente, Annie sempre più convinta di voler fare giustizia per gli omicidi sul treno, spinge Nancy ad indagare su Daisy anche dopo aver scoperto che la donna è morta durante la seconda mondiale. Messa al corrente dell'esistenza di un diario, Annie confessa a Nina e George che dietro gli omicidi si nasconde Daisy, facendo sentire sempre più in colpa Nina.
Mentre le ricerche di Nancy ed Annie continuano, Mitchell vuole cercare di far rinsavire Herrick per raggiungere il suo obiettivo, arrivano in casa Tom e McNair dopo una ferita riportata da quest'ultimo. Dopo le cure, dato che quella è la sera della luna piena, Tom si mette d'accordo con Nina e George per andare con loro mentre McNair userà lo scantinato dei ragazzi.
Intanto, Nancy, grazie alle impronte di Mitchell prese da un bicchiere, risale all'assassino: durante il colloquio con il suo capo però, la donna viene aggredita proprio da quest'ultimo, vampiro anche lui, sotto gli occhi sconvolti di Annie che, nonostante tutto, vuole fare giustizia, uccidendo così il vampiro.
A casa, Mitchell non si accorge della presenza in casa di McNair il quale, con molta tranquillità, riesce a salire da Herrick per rinfrescargli la memoria riguardo a quanto gli fece anni prima e ucciderlo. L'indomani, Mitchell sale in camera dall'uomo trovandolo sconvolto sul pavimento dopo aver ucciso McNair. Sceso al piano di sotto, Mitchell si trova faccia a faccia con Annie la quale, dopo avergli detto di sapere tutto, lo spinge a costituirsi. Dopo l'irruzione della polizia in casa, costretto dallo sguardo di Annie, Mitchell si fa arrestare, dicendo alla ragazza che il suo arresto sconvolgerà il mondo intero. Entusiasta per il suo arresto, Nancy si reca da Herrick il quale, in quell'istante, l'attacca, uccidendola.
Intanto, George e Nina dopo essersi sincerati riguardo alle condizioni del bambino, tornano a casa dove, visto il divieto della polizia, Nina confessa tutto a George che, sconvolto corre alla polizia per evitare che Mitchell venga fotografato. Turbata per quanto ha fatto, Nina torna in casa dove, non accorgendosi della decina di corpi morti nel salone, si reca in cucina. Qui, viene attaccata da Herrick che, ricordando tutto, anche la sua uccisione da parte di George, spinto dalla voglia di vendetta, la pugnala.
In quello stesso istante, alla stazione di polizia, un poliziotto scatta la foto a Mitchell.

## Il proiettile a forma di lupo
- Titolo originale: The Wolf-Shaped Bullet
- Diretto da: Toby Whithouse
- Scritto da: Daniel O'Hara

### Trama
Dopo le foto, Mitchell è diventato una sorta di fenomeno da baraccone e i poliziotti lo fotografano per vedere la sua invisibilità. Chiuso in cella con Annie, il vampiro riesce a fuggire grazie all'intervento di Herrick. Delusa, Annie cerca una soluzione ma, ascoltando la conversazione degli altri poliziotti, scopre che Nina è stata ferita e corre in ospedale dove le condizioni dell'amica sono molto gravi. Qui, Annie assiste alla morte di un ragazzo che, poco prima di oltrepassare la porta, vede il suo corpo rialzarsi per cantare una canzone ad Annie la quale, ascoltando le parole, si precipita in Purgatorio dove, ad aspettarla, c'è Lia. La ragazza le mostra lo schermo raccontandole che la storia del proiettile che ucciderà Mitchell è falsa e che quella è stata una storia da lei architettata per farsi vendetta. Sconvolta, Annie guarda lo schermo dove vede Mitchell tenuto in gabbia da Herrick. In quel momento, il vampiro porta nella gabbia con Mitchell George, per farli litigare. Inizialmente, i due non litigano fino a quando Herrick non dice a George di aver ucciso Nina. La rabbia di George scoppia in una furia di pugni che colpiscono a raffica Mitchell, per interrompersi solo nel momento in cui entra nella stanza Tom che, dopo aver sepolto il corpo di Mcnair e averne letto la lettera, decide di vendicarlo. Proprio nel momento in cui il ragazzo sta per uccidere Herrick, Mitchell lo ferma minacciando George. Una volta usciti dalla gabbia, George parla duramente a Mitchell, rinnegandolo come amico. Tutta la scena si svolge sotto gli occhi impotenti di Annie che, dopo aver convinto Lia, riesce a tornare indietro e a salvare Nina.
Dopo le dure parole di George, Mitchell lascia credere a Herrick di essersi arruolato con lui ma, dopo essersi rifiutato di conoscere il suo segreto, questa volta lo uccide per sempre, impalandolo.
Mentre a casa George, Nina e Annie non sanno come comportarsi, visto anche che un innocente è stato incolpato per gli omicidi del tunnel, Edgard Windam, entra nella stazione di polizia presentandosi come un loro superiore per licenziare tutti.
A casa, Mitchell raggiunge i suoi vecchi amici per chiedere a George un ultimo favore: di ucciderlo. Sconvolti dalla richiesta dell'amico, i tre non sanno come comportarsi e, anche dopo gli insulti forzati di Mitchell, George non riesce a uccidere l'amico fino a quando quest'ultimo non crolla, facendo capire a George i suoi veri sentimenti che lo spingono ad accontentare la richiesta dell'amico. Poco prima di uccidere Mitchell però, entra in casa Windam che Mitchell presenta come un anziano. Il vampiro detta le sue nuove regole obbligando Mitchell ad andare con lui per fargli da "cane" mentre dice ad Annie che la tiene d'occhio, come farà con George e Nina, e il futuro bimbo in quanto, ora, l'era dei vampiri è cominciata. Dopo aver ascoltato le parole del vampiro però, George prende il paletto e uccide Mitchell, dicendogli che l'ha fatto per lui perché gli vuole bene, facendo morire in pace l'amico di sempre. Unito con Nina e Annie, George comunica a Windam che il suo piano riceverà una resistenza da parte loro.